# NGC 7412A
NGC 7412A في الفهرس العام الجديد، هي مجرة، تقع في كوكبة الكركي. اكتشفت بواسطة جون هيرشل.

## روابط خارجية
- NGC 7412A على موقع ويكي سكاي: DSS2, SDSS, GALEX, IRAS, Hydrogen α, X-Ray, Astrophoto, Sky Map, Articles and images